# Noritada Saneyoshi
Noritada Saneyoshi (實好 礼忠, Saneyoshi Noritada) est un footballeur japonais né le 19 octobre 1972. Il a passé toute sa carrière au Gamba Osaka, club avec lequel il a joué 236 matchs en J. League 1. Il est depuis reconverti entraîneur.

## Biographie
Saneyoshi est né dans le district de Minamiuwa, Ehime, le 19 octobre 1972. Diplômé de l'université Ritsumeikan, il rejoint Gamba Osaka en 1995. Il est devenu un joueur régulier dès la première saison et a joué de nombreux matches pour le club pendant longtemps. Dans les années 1990, il a joué de nombreux matches en tant qu'arrière gauche. Cependant, il s'est blessé en 2000 et a eu du mal à jouer. À partir de 2002, il a joué de nombreux matches en tant qu'arrière central et le club a remporté la troisième place en 2002 et 2004 en J1 League. En 2005, le club a été couronné champion de J1 League pour la première fois de son histoire. À partir de 2006, il a eu du mal à jouer et a pris sa retraite à la fin de la saison 2007. Dans les années 1990, il a joué de nombreux matches en tant qu'arrière gauche. Cependant, il s'est blessé en 2000 et a eu du mal à jouer. À partir de 2002, il a joué de nombreux matches en tant qu'arrière central et le club a remporté la troisième place en 2002 et 2004 en J1 League. En 2005, le club a été couronné champion de J1 League pour la première fois de son histoire. À partir de 2006, il a eu du mal à jouer et a pris sa retraite à la fin de la saison 2007. 

## Palmarès
- Champion du Japon en 2005 avec le Gamba Osaka.